# Xystrocera alcyonea
Xystrocera alcyonea är en skalbaggsart som beskrevs av Francis Polkinghorne Pascoe 1866. Xystrocera alcyonea ingår i släktet Xystrocera och familjen långhorningar. Inga underarter finns listade i Catalogue of Life.